# Augerella compressa
Augerella compressa är en stekelart som först beskrevs av Gupta 1962.  Augerella compressa ingår i släktet Augerella och familjen brokparasitsteklar. Inga underarter finns listade.